# 벨라루스현

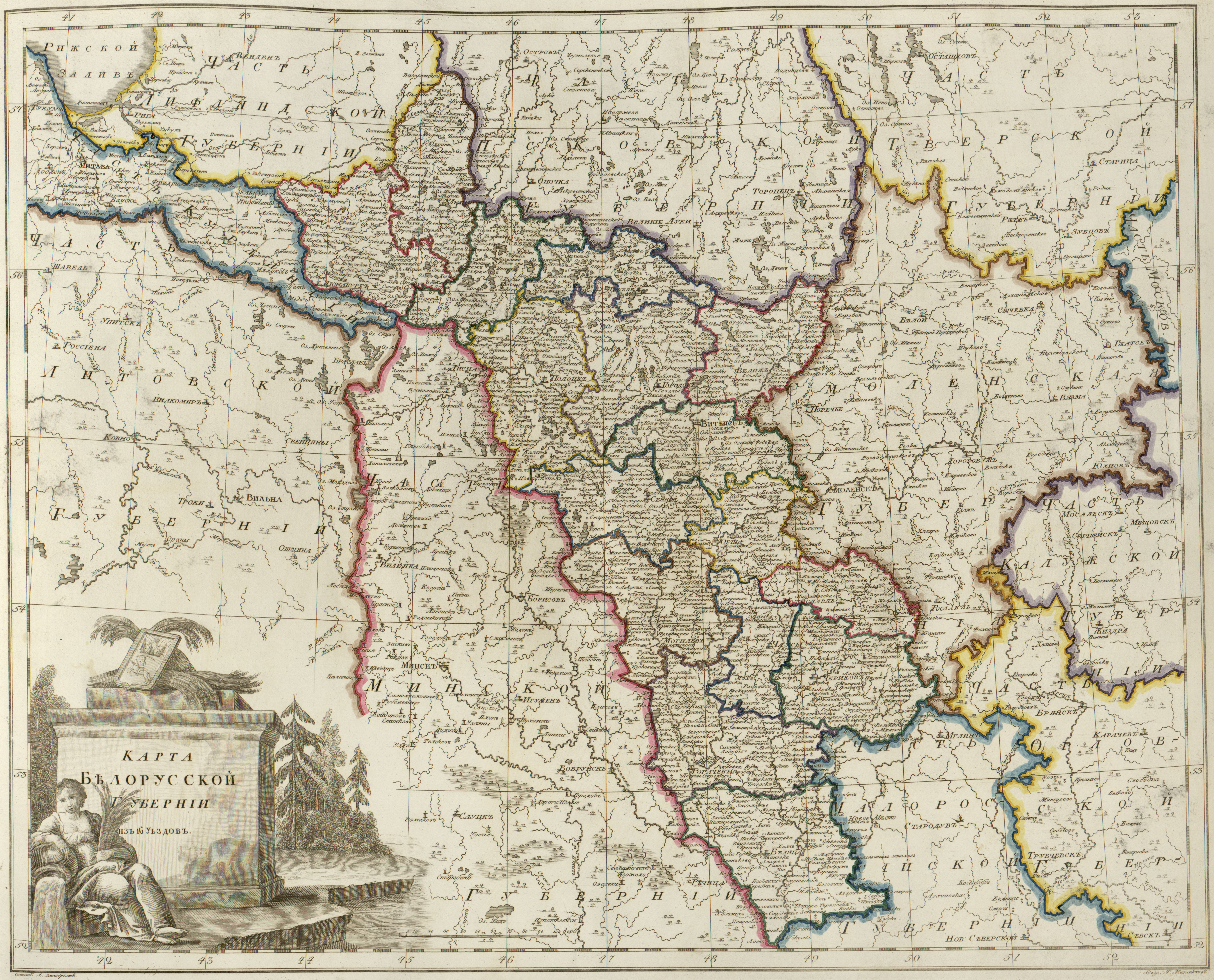
벨라루스현의 지도

벨라루스현(러시아어: Белорусская губерния)은 1796년부터 1802년까지 존재했던 러시아 제국의 현으로 현도는 비쳅스크(비텝스크)이다. 현재의 벨라루스에 걸쳐 있었다. 1796년 폴로츠크현, 모길료프현의 일부를 통합하면서 신설되었으며 1802년 비텝스크현, 모길료프현으로 분리되면서 폐지되었다.